# العلاقات الفيتنامية النيجيرية
العلاقات الفيتنامية النيجيرية هي العلاقات الثنائية التي تجمع بين فيتنام ونيجيريا.

## مقارنة بين البلدين
هذه مقارنة عامة ومرجعية للدولتين:
| وجه المقارنة                                              | فيتنام           | نيجيريا                     |
| --------------------------------------------------------- | ---------------- | --------------------------- |
| المساحة (كم2)                                             | 331.69 ألف       | 923.77 ألف                  |
| عدد السكان (نسمة)                                         | 94.66 مليون      | 190.89 مليون                |
| الكثافة السكانية (ن./كم²)                                 | 285.39           | 206.64                      |
| العاصمة                                                   | هانوي            | أبوجا، لاغوس                |
| اللغة الرسمية                                             | اللغة الفيتنامية | لغة إنجليزية، اللغة اليوربا |
| العملة                                                    | دونغ فيتنامي     | نيرة نيجيرية                |
| الناتج المحلي الإجمالي (بليون دولار)                      | 234.19 مليار     | 375.77 مليار                |
| الناتج المحلي الإجمالي (تعادل القوة الشرائية) بليون دولار | 553.42 مليار     | 1.09 تريليون                |
| الناتج المحلي الإجمالي الاسمي للفرد دولار أمريكي          | 2.48 ألف         | 2.64 ألف                    |
| الناتج المحلي الإجمالي للفرد دولار أمريكي                 | 5.63 ألف         | 5.91 ألف                    |
| مؤشر التنمية البشرية                                      | 0.666            | 0.514                       |
| رمز المكالمات الدولي                                      | +84              | +234                        |
| رمز الإنترنت                                              | .vn              | .ng                         |
| المنطقة الزمنية                                           | ت ع م+07:00      | ت ع م+01:00                 |

## منظمات دولية مشتركة
يشترك البلدان في عضوية مجموعة من المنظمات الدولية، منها:
| علم المنظمة | اسم المنظمة                        | تاريخ انضمام فيتنام | تاريخ انضمام نيجيريا |
| ----------- | ---------------------------------- | ------------------- | -------------------- |
|             | مؤسسة التنمية الدولية              | 24 سبتمبر 1960      | 14 نوفمبر 1961       |
|             | الأمم المتحدة                      | 20 سبتمبر 1977      | 7 أكتوبر 1960        |
|             | منظمة التجارة العالمية             | 11 يناير 2007       | ?                    |
|             | منظمة الشرطة الجنائية الدولية      | ?                   | ?                    |
|             | الاتحاد الدولي للاتصالات           | 24 سبتمبر 1951      | 11 أبريل 1961        |
|             | الفريق المعني برصد الأرض           | ?                   | ?                    |
|             | البنك الدولي للإنشاء والتعمير      | 21 سبتمبر 1956      | 30 مارس 1961         |
|             | المنظمة الهيدروغرافية الدولية      | ?                   | ?                    |
|             | الاتحاد البريدي العالمي            | ?                   | ?                    |
|             | منظمة حظر الأسلحة الكيميائية       | ?                   | ?                    |
|             | مؤسسة التمويل الدولية              | 4 أغسطس 1967        | 30 مارس 1961         |
|             | وكالة ضمان الاستثمار متعدد الأطراف | 5 أكتوبر 1994       | 12 أبريل 1988        |
|             | يونسكو                             | 6 يوليو 1951        | 14 نوفمبر 1960       |

## وصلات خارجية
- موقع وزارة الخارجية الفيتنامية
- موقع وزارة الخارجية النيجيرية